# Vale oeverzwaluw
De vale oeverzwaluw (Riparia paludicola) is een zangvogel uit de familie Hirundinidae (zwaluwen).

## Kenmerken
Hij is grijs-bruin van kleur met een witte vlek op de borst, soms zijn ze volledig bruin. Hij wordt 13 cm lang.

## Leefwijze
Hij vormt soms heel grote groepen.

## Verspreiding en leefgebied
Het is een standvogel of gedeeltelijke trekvogel in Marokko en grote delen van Afrika bezuiden de Sahara. De soort telt zes ondersoorten:
- R. p. mauritanica: westelijk Marokko.
- R. p. minor: van Senegal en Gambia tot noordelijk Ethiopië.
- R. p. schoensis: centraal Ethiopië.
- R. p. newtoni: noordoostelijk Nigeria en westelijk Kameroen.
- R. p. ducis: oostelijk Congo-Kinshasa, Oeganda, Kenia en noordelijk en centraal Tanzania.
- R. p. paludicola: van Angola tot zuidelijk Tanzania en zuidelijk tot Zuid-Afrika.

## Status
De grootte van de populatie is niet gekwantificeerd maar de soort wordt omschreven als algemeen in Marokko en zuidelijk Afrika en zeer algemeen in oostelijk Afrika. Op de Rode lijst van de IUCN heeft deze soort de status niet bedreigd.